# Tipula (Acutipula) turbida
Tipula (Acutipula) turbida is een tweevleugelige uit de familie langpootmuggen (Tipulidae). De soort komt voor in het Palearctisch gebied.